# Jacques du Luart
Louis Jacques Jean Robert Le Gras du Luart, dit par convenance Jacques du Luart, est un avocat et un homme politique français né le 1er septembre 1881 aux Cent-Acres et mort le 12 avril 1950 à Paris 16e.

## Biographie
Jacques Le Gras du Luart est le fils de Robert Le Gras du Luart, chevalier de la Légion d'honneur, et de Berthe Guyon de Guercheville.
Devenu par héritage propriétaire du château et du domaine de Chamacourt, situé sur les communes d'Heugleville-sur-Scie, Cropus, Auffay et Cressy, il s'y établit et s'intéresse à la vie locale, devenant maire de Cropus puis, en 1927, conseiller d'arrondissement du canton de Bellencombre. 
En 1931, il est élu conseiller général de la Seine-Inférieure pour le canton de Bellencombre et le reste jusqu'à la guerre. 
En 1932, il se présente aux élections législatives dans la 2e circonscription de Dieppe, sous les couleurs de la conservatrice Fédération républicaine.
Il est élu au second tour avec 5 979 voix, contre 3 635 au radical-socialiste Lucien Galimand. En 1936, il est réélu avec 6 145 voix, contre 3 543 au radical-socialiste Henri Paumelle.  
À l'Assemblée, il intervient essentiellement sur les questions agricoles, défendant une conception libérale classique de l'économie, hostile à l'intervention de l'État et défenseur de la stabilité monétaire. 
Le 10 juillet 1940, Jacques du Luart ne prend pas part au vote sur la remise des pleins pouvoirs au maréchal Pétain. 
Son château de Chamacourt et ses dépendances sont détruits pendant la Seconde Guerre mondiale.
Il épouse en 1913 à Paris, Jeanne Meunier, dont il n'a pas d'enfant.

## Source
- Dictionnaire des Parlementaires français (1889-1940) [sous la direction de Jean Joly], tome 6, 1970, Paris, Presses universitaires de France, p. 2312.